# Таш-Алчин (балка)
Таш-Алчи́н (укр. Таш-Алчин, крымскотат. Taş Alçın, Таш Алчын) — маловодная балка (река) в южной части Керченского полуострова, длиной 10,0 км, с площадью водосборного бассейна 36,0 км². Относится в группе рек Керченского полуострова. Начало балки находится северо-западнее бывшего села Краснополье
 (к юго-востоку от бывшего села Зайчинское). Течёт на юго-восток, в средней части проходит севернее горы Садовая, впадает небольшой залив в северо-западной части Узунларского озера.
У Таш-Алчина 8 притоков-балок, все безымянные.
Название балки происходит от бывшего селения Таш-Алчин, располагавшегося в ней.